# Paracroton zeylanicus
Paracroton zeylanicus är en törelväxtart som först beskrevs av Johannes Müller Argoviensis, och fick sitt nu gällande namn av Nambiyath Puthansurayil Balakrishnan och Tapas Chakrabarty. Paracroton zeylanicus ingår i släktet Paracroton och familjen törelväxter. IUCN kategoriserar arten globalt som akut hotad.
Artens utbredningsområde är Sri Lanka. Inga underarter finns listade i Catalogue of Life.